# Koning Hollewijn
Koning Hollewijn is een Nederlandse stripreeks, die handelt over een wat filosofisch ingestelde beschouwende koning in een fictief land gemodelleerd naar het Nederland van de jaren vijftig en zestig, die vanuit zijn paleis Koudewater als bejaarde vorst zonder macht toch poogt inhoud en zin aan zijn leven te geven. Koning Hollewijn wordt hierin bijgestaan door zijn secretaresse, de wat vrijgevochten onconventionele jonge Wiebeline Wip.
De strip Koning Hollewijn werd getekend en geschreven door Marten Toonder en andere medewerkers van Toonder Studio's zoals Lo Hartog van Banda en Piet Wijn.

## Geschiedenis
De tekststrip (een opzet met drie plaatjes en daaronder een tekstgedeelte in dezelfde vormgeving als de andere stripreeksen van Toonder) verscheen van 20 maart 1954 tot 26 juni 1971 als dagelijkse strip in het dagblad De Telegraaf. Het dagblad kreeg na de Tweede Wereldoorlog een verschijningsverbod omdat de krant in de oorlog "fout" was geweest en onder controle van de Duitse bezetter had gestaan. Toen de krant in 1947 weer mocht uitkomen was de strip die men daarvóór had, Tom Poes, inmiddels in andere kranten verschenen. De Telegraaf wilde van Toonder daarom een nieuwe stripreeks en dat werd in 1954 Koning Hollewijn.
De verhalen werden getekend in een semi-realistische inkttechniek geënt op de spotprenten die Marten Toonder onder andere in het tijdschrift Metro tijdens en na de oorlog heeft vervaardigd. 
De eerste scenario's waren van hemzelf en zijn zoon Eiso. De setting was niet een fantasiewereld, maar was ontleend aan de Nederlandse actualiteit, die van een vorst die geen politieke bevoegdheden meer bezit of bestuurlijke taken uitvoert, maar enkel nog een symboolfunctie heeft. Als kompaan en tegenpool kreeg hij een secretaresse, Wiebeline Wip, een vrijgevochten vlotte teenager, die hem toch tot activiteiten en daden bracht door hem te wijzen op misstanden en actuele gebeurtenissen zowel in binnen- als buitenland. Zo werd de strip een milde satire op het Nederland van de jaren vijftig en zestig. 
De stripserie werd door Toonder uiteindelijk stopgezet, omdat de hoofdpersoon door zijn functie hem tal van beperkingen oplegde en lang niet zo interessant was in te vullen als de verhalen van Heer Bommel en Tom Poes. Ook was de serie commercieel minder interessant omdat de invulling zeer geënt was op Nederland waardoor er amper vraag was van buitenlandse kranten naar de verhalen van Koning Hollewijn. Tom Poes, Panda en Kappie waren veel makkelijker in het buitenland te verkopen en zijn onder andere in de Scandinavische landen populair geworden. Uiteindelijk verscheen Hollewijn enkel in twee landen waar men een vergelijkbare constitutionele monarchie en samenleving kende, Denemarken en Zweden, in de dagbladen Berlingske Tidende en Sydsvenska Dagbladet onder de titel Kong Holrik. 
Van 2008 tot en met 2014 was er nog een reprise toen het Nederlands Dagblad een aantal verhalen plaatste.
Hoewel de focus op de jaren vijftig en zestig was, hebben de verhalen door hun universele licht ironische weergave van menselijke zwakheden in het omgaan met macht en menselijke eigenschappen veel van hun zeggingskracht behouden en bleven door de jaren heen een publiek aanspreken.

## Serie en personages

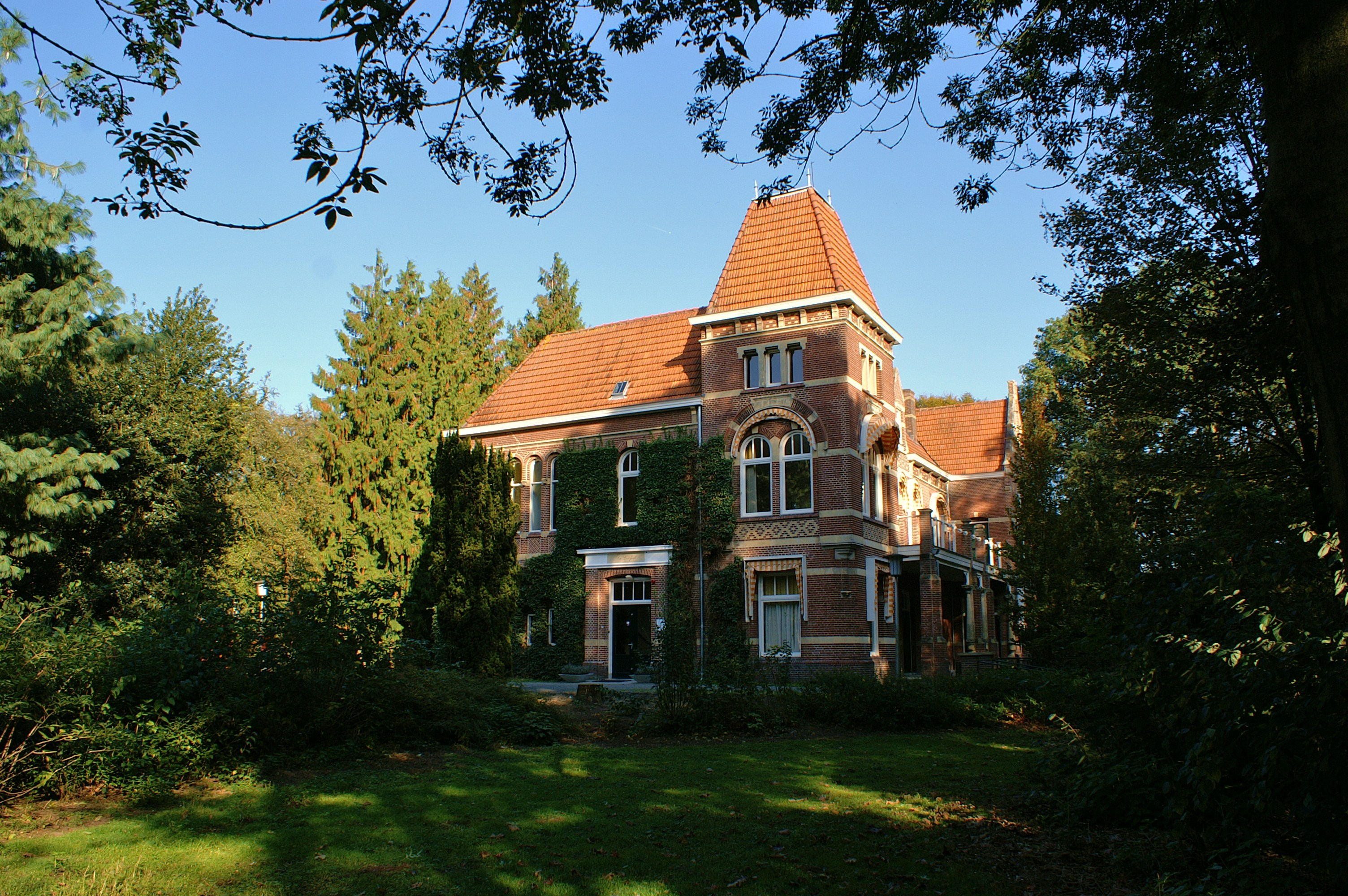
Paviljoen De Loofert, model voor Paleis Koudewater.

De serie bestaat uit 73 verhalen. Analoog aan de series van Olivier Bommel en Tom Poes en Panda bestaat ook deze reeks uit twee hoofdpersonen, de wijze ironische en filosofisch ingestelde Koning Hollewijn en zijn persoonlijke assistente Wiebeline Wip, beiden wonend in Paleis Koudewater. Het paleis is gemodelleerd naar het damespaviljoen De Loofert, in neorenaissancestijl gebouwd in 1903 en behorend bij het toenmalige psychiatrisch complex Coudewater in Rosmalen. 
Een vrij kleine groep vast terugkerende personages maakt verder deel uit van de stripverhalen. Veel bijfiguren zijn makkelijk te voorzien van een "Bommels" equivalent. Een aantal personages keert met enige regelmaat terug in de series of verschijnt in praktisch elk verhaal. 
Deze serie lijkt een mirror met menselijke karakters in plaats van dierfiguren van de reeks rond Bommel.
| Personage                       | Opmerkingen | Equivalent in Bommelsaga                                                            |
| ------------------------------- | --- | ----------------------------------------------------------------------------------- |
| Koning Hollewijn                | Hij bemoeit zich niet veel met staatszaken. | Heer Bommel                                                                         |
| Wiebeline Wip                   | Zijn jeugdige secretaresse | Tom Poes                                                                            |
| Magnus D. Daalder               | Een zakenman die overal een slaatje uit wil slaan en geld wil verdienen                                                                                        | Joris Goedbloed                                                                     |
| Minister-president Dreutel      | Qua uiterlijk duidelijk geënt op de toenmalige Nederlandse premier Willem Drees. Zit soms in de oppositie. Ook zijn vrouw, Mevrouw Dreutel, figureert          | Dickerdack                                                                          |
| Hofdetective Euvel              | De politieman die aangesteld is om Hollewijn te behoeden voor problemen. Woont in Koudewater. Komt voor in de meeste verhalen.                                 | Zijn uiterlijk is dat van Dirk Huizinga, een van de auteurs van de Toonder Studio's |
| Halbo Hoep                      | Een jonge kunstenaar die met zijn creaties voor onrust zorgt omdat mensen er denken geld mee te kunnen verdienen of er door in de war worden gebracht          |                                                                                     |
| Generaal Hoetentoeter           | Hoofd van het leger dat behalve hem enkel nog bestaat uit een enkele soldaat ("het Manschap") en een kazerne, legerkamp Horrelhoef                             | Overste Gorm Van Mallenkletter                                                      |
| Dr. Kerndrayer                  | Wetenschapper die met zijn uitvindingen voor ontwikkelingen zorgt in de maatschappij maar die ook soms problemen veroorzaken                                   | Professor Sickbock                                                                  |
| Inspecteur Knerpslijper         | Hoofd van de politie |                                                                                     |
| Zwederik Loser                  | Een anarchist |                                                                                     |
| Anna Mork en Coba Mork          | Twee spirituele heksachtige zusters die in diverse verhalen pogen met behulp van magische voorwerpen personen en het verloop van gebeurtenissen te beïnvloeden | Magister Hocus P. Pas                                                               |
| Pieter Plichtpleger             | De persoonlijk bediende en butler van Hollewijn | Joost                                                                               |
| Alexander en Troubelle Solouche | Een jong crimineel stel | Super en Hieper                                                                     |

## Chronologie
De stripreeks werd voor het eerst gepubliceerd in het dagblad De Telegraaf en diens dochter het Nieuws van de Dag. Hieronder staan de originele publicatiedata en verdere gegevens inclusief het Mondria Verzeichnisnummer. Aan de serie is door verschillende medewerkers van de Toonder Studio's bijgedragen. In de beginperiode waren dit naast Marten Toonder (tekeningen en tekst) en Eiso Toonder (tekst) Andries Brandt (tekst), Ben van Voorn (achtergronden), Ton Beek (tekeningen), Ben van 't Klooster (figuren), Jan Wesseling (tekeningen), Harry van den Eerenbeemt (tekst en inktwerk), Fred Julsing (tekeningen), Thé Tjong-Khing (tekeningen) en voor het inktwerk Frits Godhelp en Richard Klokkers. Tot 1966 bedacht Lo Hartog van Banda alle plots. Piet Wijn tekende de strip vanaf 1964 helemaal, daarvóór grotendeels. Omdat Toonder niet precies documenteerde wie er wat aan de strips heeft bijgedragen en zijn tekenaars vaak niet de credits gaf die ze verdienden is niet precies na te gaan wie waaraan heeft bijgedragen. Waar mogelijk is hieronder aangegeven wie in ieder geval hebben bijgedragen aan een bepaald verhaal.
| MV | Titel                                                     | Publicatiedatum in krant             | Stripnummers | Auteur(s)                   | Tekenaar(s)                                 |
| --- | --------------------------------------------------------- | ------------------------------------ | ------------ | --------------------------- | ------------------------------------------- |
| HV1 | De holle appel                                            | 22 april 1954 - 24 mei 1954          | 1 - 54       | Marten Toonder Eiso Toonder | Marten Toonder                              |
| De zeggenschap van Hollewijn wordt ingeperkt door zijn eerste minister Dreutel. |                                                           |                                      |              |                             |                                             |
| HV2 | De worteltrekker                                          | 25 mei 1954 - 19 juli 1954           | 55 - 100     |                             |                                             |
| |                                                           |                                      |              |                             |                                             |
| HV3 | De zoekgeraakte rechten boektitel: De rechten van de mens | 20 juli 1954 - 7 oktober 1954        | 101 - 169    |                             |                                             |
| Hollewijn gaat op zoek naar de verklaring van de rechten van de mens nadat deze verdwenen blijkt te zijn uit zijn paleis. De op schrift gestelde rechten horen onder een stolp te liggen in een kamer in Koudewater maar zijn weg en niemand lijkt ze te missen. Omdat Hollewijn zich zorgen maakt en het belang er van inziet voor al zijn onderdanen trekt hij met Wiebel Wip eropuit om ze op te sporen. Zijn speurtocht brengt hem in allerlei verschillende situaties en leidt uiteindelijk op een andere manier tot resultaat. |                                                           |                                      |              |                             |                                             |
| HV4 | De kroonjagers                                            | 8 oktober 1954 - 23 december 1954    | 170 - 235    |                             |                                             |
| |                                                           |                                      |              |                             |                                             |
| HV5 | De steen der wijzen                                       | 24 december 1954 - 7 mei 1955        | 236 - 347    |                             |                                             |
| |                                                           |                                      |              |                             |                                             |
| HV6 | De flutters                                               | 9 mei 1955 - 11 juli 1955            | 348 - 401    |                             |                                             |
| Kunstenaar Halbo Hoep zorgt door zijn creatie van Flutters, zingende sprinkhanen voor onrust en verwarring. Zakenman Magnus D. Daalder ziet er winst in en haalt Koning Hollewijn over in de onderneming te stappen. Omdat minister-president Dreutel hem net verteld heeft dat de schatkist leeg is gaat Hollewijn akkoord. Uiteindelijk blijkt het windhandel en blijft iedereen blut achter. Maar aangezien het verdiende geld door Hollewijn in de staatskas is gestort juist op tijd voor het instorten van de markt en het verdwijnen van de flutters is de maatschappij gered. |                                                           |                                      |              |                             |                                             |
| HV7 | De lorrocraat                                             | 12 juli 1955 - 4 oktober 1955        | 402 - 472    | Eiso Toonder                | Marten Toonder                              |
| |                                                           |                                      |              |                             |                                             |
| HV8 | Het dubbele leven                                         | 5 oktober 1955 - 31 december 1955    | 475 - 549    |                             |                                             |
| |                                                           |                                      |              |                             |                                             |
| HV9 | Zoekt (een) iemand                                        | 2 januari 1956 - 17 april 1956       | 550 - 640    |                             |                                             |
| |                                                           |                                      |              |                             |                                             |
| HV10 | De korstheuvel                                            | 18 april 1956 - 25 augustus 1956     | 641 - 751    |                             |                                             |
| |                                                           |                                      |              |                             |                                             |
| HV11 | De anti-wielbeweging                                      | 27 augustus 1956 - 16 november 1956  | 752 - 820    |                             |                                             |
| |                                                           |                                      |              |                             |                                             |
| HV12 | (Zoekt) de levensvreugde                                  | 17 november 1956 - 1 februari 1957   | 821 - 883    |                             |                                             |
| |                                                           |                                      |              |                             |                                             |
| HV13 | (Bezoekt) een bevriende mogendheid                        | 2 februari 1957 - 10 april 1957      | 884 - 942    |                             |                                             |
| |                                                           |                                      |              |                             |                                             |
| HV14 | De Thesaurier                                             | 11 april 1957 - 9 augustus 1957      | 943 - 1017   |                             |                                             |
| |                                                           |                                      |              |                             |                                             |
| HV15 | Zoekt de cultuur                                          | 10 augustus 1957 - 31 oktober 1957   | 1018 - 1088  |                             |                                             |
| |                                                           |                                      |              |                             |                                             |
| HV16 | Als gezant                                                | 1 november 1957 - 14 februari 1958   | 1089 - 1175  |                             | Ben van Voorn Ben van 't Klooster           |
| |                                                           |                                      |              |                             |                                             |
| HV17 | De terugkeer van de oude garde                            | 15 februari 1958 - 19 april 1958     | 1176 - 1229  |                             | Ben van Voorn Ben van 't Klooster           |
| |                                                           |                                      |              |                             |                                             |
| HV18 | Bezoekt Voorland (en Holward)                             | 21 april 1958 - 29 augustus 1958     | 1230 - 1340  |                             | Ben van Voorn Ben van 't Klooster           |
| |                                                           |                                      |              |                             |                                             |
| HV19 | De poppenmaker                                            | 30 augustus 1958 - 3 november 1958   | 1341 - 1396  |                             | Ben van Voorn Ben van 't Klooster           |
| |                                                           |                                      |              |                             |                                             |
| HV20 | Het Anders-wezen                                          | 4 november 1958 - 30 januari 1959    | 1397 - 1469  |                             | Ben van Voorn Ben van 't Klooster           |
| Door een onweersstorm materialiseert een vormloos wezen uit een andere dimensie in paleis Koudewater. Hollewijn en Wiebel Wip pogen hem aan het normale leven te laten wennen maar dat is gezien zijn bijzondere vermogens een moeizame taak. Uiteindelijk verkiest Anders elders heen te gaan. |                                                           |                                      |              |                             |                                             |
| HV21 | De vriend                                                 | 31 januari 1959 - 20 april 1959      | 1469A - 1535 |                             |                                             |
| |                                                           |                                      |              |                             |                                             |
| HV22 | De tijdreiziger                                           | 21 april 1959 - 30 juni 1959         | 1536 - 1593  |                             | Ben van Voorn Ben van 't Klooster           |
| |                                                           |                                      |              |                             |                                             |
| HV23 | De nieuwe wind                                            | 1 juli 1959 - 7 oktober 1959         | 1594 - 1677  |                             | Ben van Voorn Ben van 't Klooster           |
| |                                                           |                                      |              |                             |                                             |
| HV24 | De ronde tafel                                            | 8 oktober 1959 - 14 januari 1960     | 1678 - 1759  |                             | Ben van Voorn Ben van 't Klooster           |
| |                                                           |                                      |              |                             |                                             |
| HV25 | De revolutie                                              | 15 januari 1960 - 24 maart 1960      | 1760 - 1819  |                             | Ben van Voorn Ben van 't Klooster           |
| |                                                           |                                      |              |                             |                                             |
| HV26 | De mensenhater                                            | 25-03-1960 - 10 juni 1960            | 1820-1882    |                             | Ben van Voorn Ben van 't Klooster           |
| |                                                           |                                      |              |                             |                                             |
| HV27 | Het rondkijkertje                                         | 11 juni 1960 - 25 augustus 1960      | 1883-1947    |                             | Ben van Voorn Ben van 't Klooster           |
| |                                                           |                                      |              |                             |                                             |
| HV28 | De stuwdam                                                | 26 augustus 1960 - 16 november 1960  | 1948 - 2018  | Lo Hartog van Banda         | Thé Tjong-Khing Jan Wesseling               |
| |                                                           |                                      |              |                             |                                             |
| HV29 | De hoedenzaak                                             | 17 november 1960 - 8 februari 1961   | 2019 - 2089  | Lo Hartog van Banda         | Thé Tjong-Khing Jan Wesseling               |
| De gezusters Mork hebben een hoedenzaak waar magische hoeden verkocht worden aan mensen om zo hun eigenschappen te versterken en ze uiteindelijk tot rust te laten komen door ze terug te brengen in hun verleden. Minister Dreutel wordt door een pet een socialistische activist van de oude stempel, Wiebel Wip wordt met een hoed uitgerangeerd want het hoofddoel van de gezusters is Koning Hollewijn te behoeden voor de problemen van de oude dag. Helaas lukt dat niet met de kroon die ze hem pogen aan te smeren en dan besluiten ze hem in een kelder tot eeuwige rust te brengen. Wiebel Wip slaagt er net op tijd in om samen met hofdetective Euvel Hollewijn te redden. De hoedenwinkel wordt verwoest door brand en de zusters verdwijnen in de kelder en worden niet meer teruggevonden in de asresten. |                                                           |                                      |              |                             |                                             |
| HV30 | De knijstijd                                              | 9 februari 1961 - 22 april 1961      | 2090 - 2151  | Lo Hartog van Banda         | Thé Tjong-Khing Jan Wesseling               |
| De jonge archeoloog Jorgen Naas doet opgravingen in het bos achter het paleis Koudewater en vindt restanten van een oude beschaving. Dit wordt commercieel meteen uitgebuit door zakenman Daalder die hier een slaatje uit wil slaan en een hele hype begint met Knijstijd-prullaria en kleding en hiertoe de archeoloog in dienst neemt om mee te helpen met de promotie. Wiebel Wip vindt dit niet kunnen en komt in actie. Door het vinden van een Knijstijdharp in een grot, de Zevenklank, komt de hele hectische maatschappij tot stilstand doordat iedereen in een zalig nietsdoen vervalt. Uiteindelijk stopt Hollewijn het geluid van de harp waardoor de maatschappij weer naar zijn normale bestaan terugkeert. |                                                           |                                      |              |                             |                                             |
| HV31 | De Groot-Salische beweging                                | 24 april 1961 - 25 juli 1961         | 2152 - 2229  | Lo Hartog van Banda         | Thé Tjong-Khing Jan Wesseling               |
| Hollewijn gaat met Wiebel Wip op informeel bezoek in het land van zijn nicht hertogin Adelheid waar een patriarchale maatschappij bestaat. Vooral Wip loopt aan tegen allemaal ouderwetse zaken omdat vrouwen geen rechten hebben. Oud-minister Dreutel is nu oppositieleider en gaat in Groot-Salië actievoeren voor de emancipatie van de vrouw en dreigt uitgezet te worden, waardoor een diplomatiek incident dreigt. Adelheid brengt een tegenbezoek aan het land van Hollewijn en voert met de vrouw van Dreutel actie voor het herstel van de rechten voor moeders en kinderen en loopt tegen problemen aan. Uiteindelijk bedaren in beide landen de gemoederen en worden de goede verhoudingen hersteld. |                                                           |                                      |              |                             |                                             |
| HV32 | Het kerntal                                               | 26 juli 1961 - 22 september 1961     | 2230 - 2286  | Lo Hartog van Banda         | Ben van Voorn Ben van 't Klooster Piet Wijn |
| |                                                           |                                      |              |                             |                                             |
| HV33 | De roof van de tanteschilderijen                          | 30 september 1961 - 27 december 1961 | 2287 - 2360  | Lo Hartog van Banda         | Piet Wijn                                   |
| |                                                           |                                      |              |                             |                                             |
| HV34 | De onthulling                                             | 28 december 1961 - 21 maart 1962     | 2361 - 2431  | Lo Hartog van Banda         | Piet Wijn                                   |
| |                                                           |                                      |              |                             |                                             |
| HV35 | De onbomvogel                                             | 22 maart 1962 - 23 juni 1962         | 2432 - 2508  | Lo Hartog van Banda         | Piet Wijn                                   |
| |                                                           |                                      |              |                             |                                             |
| HV36 | Het Warrewoud                                             | 25 juni 1962 - 8 september 1962      | 2509 - 2574  | Lo Hartog van Banda         | Piet Wijn                                   |
| Hollewijn gaat met Wiebel Wip, Plichtpleger en Euvel naar het Warrewoud om de plaatselijke bevolking te winnen voor Staatsbosbeheer. De expeditie veroorzaakt echter alleen maar vechtpartijen tussen de plaatselijke jongeren Jil en Jul en Pieper uit het nabijgelegen Korstheuvel, die alle drie hun zinnen hebben gezet op het ‘wijfje’ Wiebel. Zij moet van geen van drieën iets hebben. Als de expeditie veilig is teruggekeerd, besluiten de autoriteiten Staatsbosbeheer te ontheffen van het beheer over het Warrewoud en een bemiddelaar aan te stellen, die zal inventariseren wat er met het woud moet gebeuren. |                                                           |                                      |              |                             |                                             |
| HV37 | De watertoorn                                             | 10 september 1962 - 27 november 1962 | 2575 - 2642  | Lo Hartog van Banda         | Piet Wijn                                   |
| |                                                           |                                      |              |                             |                                             |
| HV38 | In Halloa                                                 | 28 november 1962 - 25 februari 1963  | 2643 - 2716  | Lo Hartog van Banda         | Piet Wijn                                   |
| Koning Hollewijn krijgt de opdracht van de regering om naar het eiland Halloa te gaan voor handelscontacten en ontwikkelingshulp. Zakenman Daalder en politicus Dreutel gaan mee. Aangekomen blijken de inwoners vanwege voorondersteld gewin hem plotseling te benoemen tot kolonisator. Een verwarrend verhaal volgt waarin Hollewijn poogt om helderheid te krijgen over welke belangen wel en niet valide zijn. Uiteindelijk hakt Wiebeline Wip een aantal knopen door en blijft de situatie op Halloa ongewijzigd vooral nadat Daalder inziet dat handelswinsten niet te behalen zijn en Dreutel dat mensen liever hun eigen maatschappij willen kunnen inrichten zonder ongevraagd advies. |                                                           |                                      |              |                             |                                             |
| HV39 | Op glad ijs                                               | 26 februari 1963 - 29 april 1963     | 2717 - 2768  | Lo Hartog van Banda         | Piet Wijn                                   |
| De zee waaraan het rijk van Koning Hollewijn ligt, is dichtgevroren. Dat betekent gebiedsuitbreiding. Bovendien blijkt op de ijsvlakte een Eskimofamilie te wonen. Dat betekent ook bevolkingsuitbreiding. De autoriteiten richten daarom op de ijsvlakte een compleet ambtelijk apparaat in. Niet dat de Eskimo's daar veel mee opschieten. Hun iglo wordt afgebroken. Geen bouwvergunning. Maar een woonvergunning kunnen ze niet aanvragen. Geen geboortebewijs. Vis vangen om in leven te blijven mag ook al niet. Geen visvergunning. Wiebel Wip lost het probleem voor ze op door een zaagmachine te ‘lenen’ van Daalder en daarmee de ijsvlakte van het vasteland te scheiden. Daarmee is de gebiedsuitbreiding ongedaan gemaakt. |                                                           |                                      |              |                             |                                             |
| HV40 | Het S-spel                                                | 30 april 1963 - 23 juli 1963         | 2769 - 2839  | Lo Hartog van Banda         | Piet Wijn                                   |
| De gezusters Mork brengen voorwerpen met het merkteken S in omloop die van de bezitter een dienstklopper maken. Eerste minister Dreutel werkt dankzij zijn aktetas met een S een nacht over om een stapel Koninklijke Besluiten op te stellen, hofdetective Euvel begint dankzij zijn politiepenning met een S de antecedenten van bediende Plichtpleger na te trekken. Plichtpleger zelf wijst dankzij zijn livrei met een S alle bezoekers van het paleis op de protocollen die zij in acht dienen te nemen. Wiebel Wip gaat dankzij haar tennisracket met een S helemaal op in het tennisspel en probeert kampioen te worden. Bij Hollewijn zorgt de kroon met een S echter alleen maar dat hij in diepe slaap raakt. De gezusters Mork weten dan geen andere oplossing meer dan hem te ontvoeren en in een spiegeldoolhof te zetten, waar een verstikkende atmosfeer hangt. Dankzij Wiebel, wier loyaliteit jegens de koning toch net iets zwaarder weegt dan de invloed van de tennisracket, wordt Hollewijn net op tijd bevrijd. Zoals in andere verhalen waarin de zussen optreden, zijn die daarna onvindbaar. |                                                           |                                      |              |                             |                                             |
| HV41 | De superbolt                                              | 24 juli 1963 - 10 oktober 1963       | 2840-2903    | Lo Hartog van Banda         | Piet Wijn                                   |
| |                                                           |                                      |              |                             |                                             |
| HV42 | De Lorreleider                                            | 11 oktober 1963 - 23 december 1963   | 2904 - 2964  | Lo Hartog van Banda         | Piet Wijn                                   |
| De Lorreleider, een raadselachtige figuur die zaken probeert op te kopen die voor de bezitter waarde hebben, krijgt het pijpenrekje van minister-president Dreutel in handen. Om het terug te krijgen is Dreutel bereid de Lorreleider toestemming te geven om de open haard van koning Hollewijn af te breken. Ineens verandert het karakter van de koning en wordt hij assertief. Om de schandalen die dit veroorzaakt af te dekken, begaat Dreutel steeds meer blunders tot hij ten slotte zelfs de koning met de Lorreleider meegeeft. Hollewijn komt terecht in een prettige omgeving, waar hij omringd is door voorwerpen die hij zich van vroeger herinnert. Wiebel Wip slaagt erin hem een krant in handen te spelen waarin wordt aangekondigd dat generaal Hoetentoeter een staatsgreep heeft gepleegd. Hollewijn beseft dat hij als koning nog steeds een functie heeft en keert terug naar het paleis, van waaruit hij orde op zaken stelt. Dreutel is weer minister-president, maar moet wel definitief zijn pijpenrekje afstaan aan de Lorreleider.                                                       |                                                           |                                      |              |                             |                                             |
| HV43 | De Heppings                                               | 24 december 1963 - 22 februari 1964  | 2965 - 3014  | Lo Hartog van Banda         | Piet Wijn                                   |
| |                                                           |                                      |              |                             |                                             |
| HV44 | Het rakettenmysterie                                      | 24 februari 1964 - 4 juni 1964       | 3015 - 3098  | Lo Hartog van Banda         | Piet Wijn                                   |
| |                                                           |                                      |              |                             |                                             |
| HV45 | De zuiveraars                                             | 4 juni 1964 - 5 september 1964       | 3099 - 3178  | Lo Hartog van Banda         | Piet Wijn                                   |
| |                                                           |                                      |              |                             |                                             |
| HV46 | De landloper                                              | 7 september 1964 - 12 november 1964  | 3179 - 3236  | Lo Hartog van Banda         | Piet Wijn                                   |
| |                                                           |                                      |              |                             |                                             |
| HV47 | De snoepers                                               | 13 november 1964 - 9 januari 1965    | 3237 - 3291  | Lo Hartog van Banda         | Piet Wijn                                   |
| |                                                           |                                      |              |                             |                                             |
| HV48 | Het gewichtverlies                                        | 20 januari 1965 - 9 april 1965       | 3292-3360    | Lo Hartog van Banda         | Piet Wijn                                   |
| |                                                           |                                      |              |                             |                                             |
| HV49 | De gasbel                                                 | 10 april 1965 - 21 juni 1965         | 3361 - 3419  | Lo Hartog van Banda         | Piet Wijn                                   |
| |                                                           |                                      |              |                             |                                             |
| HV50 | Het regeringsapparaat                                     | 23 juni 1965 - 23 augustus 1965      | 3420 - 3473  | Lo Hartog van Banda         | Piet Wijn                                   |
| |                                                           |                                      |              |                             |                                             |
| HV51 | De anarchist                                              | 24 augustus 1965 - 13 november 1965  | 3474 - 3544  | Lo Hartog van Banda         | Piet Wijn                                   |
| |                                                           |                                      |              |                             |                                             |
| HV52 | De voorvader-scepter                                      | 15 november 1965 - 4 februari 1966   | 3545 - 3612  | Lo Hartog van Banda         | Piet Wijn                                   |
| |                                                           |                                      |              |                             |                                             |
| HV53 | De drummel                                                | 5 februari 1966 - 2 mei 1966         | 3613 - 3685  | Lo Hartog van Banda         | Piet Wijn                                   |
| |                                                           |                                      |              |                             |                                             |
| HV54 | De marsmannetjes                                          | 3 mei 1966 - 26 juli 1966            | 3686-3756    | Lo Hartog van Banda         | Piet Wijn                                   |
| |                                                           |                                      |              |                             |                                             |
| HV55 | De ontwoording                                            | 27 juli 1966 - 27 oktober 1966       | 3757 - 3835  | Lo Hartog van Banda         | Piet Wijn                                   |
| |                                                           |                                      |              |                             |                                             |
| HV56 | De wetgever                                               | 28 oktober 1966 - 31 januari 1967    | 3836 - 3918  | Lo Hartog van Banda         | Piet Wijn                                   |
| |                                                           |                                      |              |                             |                                             |
| HV57 | De zwaardridder                                           | 1 februari 1967 - 16 mei 1967        | 3919 - 4005  | Lo Hartog van Banda         | Piet Wijn                                   |
| |                                                           |                                      |              |                             |                                             |
| HV58 | De djinn Harawar                                          | 17 mei 1967 - 25 juli 1967           | 4006 - 4065  | Eiso Toonder                | Piet Wijn                                   |
| |                                                           |                                      |              |                             |                                             |
| HV59 | Daalder op Korstheuvel boektitel: De verkeerde bril       | 26 juli 1967 - 18 oktober 1967       | 4066 - 4138  | Eiso Toonder                | Piet Wijn                                   |
| |                                                           |                                      |              |                             |                                             |
| HV60 | Het wereldeinde                                           | 19 oktober 1967 -25 januari 1968     | 4139 - 4220  | Eiso Toonder                | Piet Wijn                                   |
| |                                                           |                                      |              |                             |                                             |
| HV61 | De gouddorst                                              | 26 januari 1968 - 6 mei 1968         | 4221 - 4306  | Eiso Toonder                | Piet Wijn                                   |
| |                                                           |                                      |              |                             |                                             |
| HV62 | De strijd om de korstheuvel                               | 7 mei 1968 - 26 juli 1968            | 4307 - 4373  | Eiso Toonder                | Piet Wijn                                   |
| |                                                           |                                      |              |                             |                                             |
| HV63 | De (ver)jongingskuur                                      | 27 juli 1968 - 11 november 1968      | 4374 - 4465  | Eiso Toonder                | Piet Wijn                                   |
| |                                                           |                                      |              |                             |                                             |
| HV64 | De miljoenen                                              | 12 november 1968 - 14 maart 1969     | 4466 - 4568  | Eiso Toonder                | Piet Wijn                                   |
| |                                                           |                                      |              |                             |                                             |
| HV65 | De kultuur                                                | 15 maart 1969 - 1 juli 1969          | 4569 - 4659  | Eiso Toonder                | Piet Wijn                                   |
| Hollewijn ontdekt dat een bestofte nis in het paleismuseum leeg blijkt. Er staat het "Kultuur" onder. Om uit te vinden wat die zoekgeraakte cultuur nu inhoudt gaat hij met Wiebel Wip op onderzoek uit door zijn rijk en belandt in contact met diverse instellingen en personen in wisselende situaties. In een geheim rijkslaboratorium wordt een chemisch wapen (een "kulture") gemaakt tegen de vijand wat door Wip wordt losgelaten doordat zij de reageerbuisjes met vluchtige oplossing uit woede hierover laat vallen. Hierdoor worden de inwoners van het land dociel en gebeurt er weinig meer. Met een tegenmiddel in de waterleiding weet ze dit later weer op te lossen. Uiteindelijk is alles weer bij het oude en constateert Hollewijn dat er in de huidige tijd geen ruimte meer lijkt voor cultuur. |                                                           |                                      |              |                             |                                             |
| HV66 | De hofkampioen                                            | 2 juli 1969 - 3 oktober 1969         | 4660 - 4740  | Eiso Toonder                | Piet Wijn                                   |
| |                                                           |                                      |              |                             |                                             |
| HV67 | Het filmwezen                                             | 4 oktober 1969 - 11 december 1969    | 4741 - 4798  | Eiso Toonder                | Piet Wijn                                   |
| |                                                           |                                      |              |                             |                                             |
| HV68 | De verdwenen scepter                                      | 12 december 1969 - 5 maart 1970      | 4799 - 4867  | Eiso Toonder                | Piet Wijn                                   |
| |                                                           |                                      |              |                             |                                             |
| HV69 | De welvaart                                               | 6 maart 1970 - 11 augustus 1970      | 4868 - 4999  | Eiso Toonder                | Piet Wijn                                   |
| |                                                           |                                      |              |                             |                                             |
| HV70 | De aanslager                                              | 12 augustus 1970 - 21 november 1970  | 5000 - 5087  | Eiso Toonder                | Piet Wijn                                   |
| |                                                           |                                      |              |                             |                                             |
| HV71 | De ontwikkelsteun                                         | 23 november 1970 - 18 februari 1971  | 5088 - 5158  | Eiso Toonder                | Piet Wijn                                   |
| |                                                           |                                      |              |                             |                                             |
| HV72 | De futuroloog                                             | 17 februari 1971 - 8 mei 1971        | 5159 - 5227  | Eiso Toonder                | Piet Wijn                                   |
| |                                                           |                                      |              |                             |                                             |
| HV73 | Het einde van Koudewater                                  | 10 mei 1971 - 26 juni 1971           | 5228 - 5266  | Eiso Toonder                | Piet Wijn                                   |
| Daalder verandert met toestemming van het kabinet-Dreutel de paleistuin in een bungalowpark. Dit gaat zelfs Hollewijn te ver en hij besluit af te treden. Wiebel Wip neemt contact op met Hollewijns nicht hertogin Adelheid van Groot-Salië, die weet te achterhalen wie Hollewijns wettige opvolger is. Dat blijkt Balthazar (Bas) van Natteveen te zijn, een beeldhouwer die bekendstaat om zijn tegendraadse opvattingen. Bas heeft helemaal geen trek in het koningschap, maar stemt aarzelend toe als Wiebel haar diensten als secretaresse aanbiedt. Hollewijn stapt met een gerust hart in de zeilboot die hem naar de ‘eilanden in het Westen’ zal brengen. |                                                           |                                      |              |                             |                                             |

## Boekuitgaven
De verhalen zijn sinds de publicatie in de krant diverse malen uitgegeven door verschillende uitgeverijen; meestal in pocketboekbundels die meestal twee en soms een of drie verhalen bevatten. De vroegste uitgaven hebben geen isbn-nummer.

### Uitgeverij Van Dishoeck/De Telegraaf, Amsterdam
- 1a Koning Hollewijn en de holle appel, 1955, 104 pagina's, 2 drukken
- 2a Koning Hollewijn en de rechten van de mens, 1956, 2 drukken

### Uitgeverij Andries Blitz, Laren
- 1a Koning Hollewijn en de flutters / en de Lorrocraat, 1962, 100 pagina's, pocket, 1962
- 2a Koning Hollewijn en de Steen der Wijzen, 1964, 107 pagina's, pocket, 1962

### Stichting Uitgeverij Stripschrift, Rotterdam
- Koning Hollewijn en de mensenhater, 1969, 36 pagina's, bijlage bij Stripschrift nummer 12

### Uitgeverij Wolters/Noordhoff, Groningen
- Koning Hollewijn - De hoedenzaak / Het Anderswezen, 1972, oblong pocket, 152 pagina's, ISBN 90 01 86990 4

### Uitgeverij Skarabee, Laren
- Koning Hollewijn 1 - De holle appel / De worteltrekker / De zoekgeraakte rechten, 178 pagina's, 1973, ISBN 90 6071 063 0
- Koning Hollewijn 2 - De kroonjagers / De steen der wijzen, 1973, 184 pagina's, ISBN 90 6071 064 9
- Koning Hollewijn 3 - De Flutters / De Lorrocraat / Het dubbele leven, 1973, 208 pagina's, ISBN 90 6071 065 7
- Koning Hollewijn 4 - Zoekt een iemand / De Korstheuvel, 1973, 212 pagina's, ISBN 90 6071 067 3
- Koning Hollewijn 5 - De anti-wielbeweging / De levensvreugde / Bezoekt een bevriende mogendheid, 198 pagina's, 1973, ISBN 90 6071 052 5
- Koning Hollewijn 6 - De thesauriër / Zoekt de Kultuur, 155 pagina's, 1973, ISBN 90 6071 113 0

### Uitgeverij Panda
- De stripkunst van Marten Toonder bevat het verhaal Koning Hollewijn en het regeringsapparaat, 1976, 136 pagina's, ISBN 90 7010 605 1

### Uitgeverij Mondria, Hazerswoude
- Koning Hollewijn 1 - Als gezant / De terugkeer van de oude garde , 1981, 144 pagina's, ISBN 90 6555 036 4
- Koning Hollewijn 2 - Bezoekt Voorland / De Poppenmaker, 1981, 172 pagina's, ISBN 90 6555 037 2
- Koning Hollewijn 3 - Het Anders-wezen / De Vriend, 1981, ISBN 90 6555 038 0
- Koning Hollewijn 4 - De tijdreiziger / De Nieuwe Wind, 1982, 144 pagina's, ISBN 90 6555 039 9
- Koning Hollewijn 5 - De Ronde Tafel / De Revolutie, 1982, 146 pagina's, ISBN 90 6555 040 2
- Koning Hollewijn 6 - De mensenhater / Het rondkijkertje, 1982, 133 pagina's, ISBN 90 6555 041 0
- Koning Hollewijn 7 - De stuwdam / De hoedenzaak, 1983, ISBN 90 6555 042 9
- Koning Hollewijn 8 - De knijstijd / De Groot-Salische Beweging, 1983, 144 pagina's, ISBN 90 6555 043 7
- Koning Hollewijn 9 - Het kerntal / De roof van de Tante-schilderijen, 1983, ISBN 90 6555 044 5
- Koning Hollewijn 10 - De onthulling / De onbomvogel, 1983, ISBN 90 6555 045 3
- Koning Hollewijn 11 - Het warrewoud / De watertoorn, 1984, 136 pagina's, ISBN 90 6555 046 1
- Koning Hollewijn 12 - In Halloa / Op glad ijs, 1984, 128 pagina's, ISBN 90 6555 047 X
- Koning Hollewijn 13 - Het S-spel / De Super Bolt, 1986, 140 pagina's, ISBN 90 6555 113 1
- Koning Hollewijn 14 - De Lorreleider / De Heppings, 1986, ISBN 90 6555 114 X
- Koning Hollewijn 15 - Het rakettenmysterie / De zuiveraars, 1986, ISBN 90 6555 115 8
- Koning Hollewijn 16 - De landloper / De snoepers, 1986, 117 pagina's, ISBN 90 6555 116 6
- Koning Hollewijn 17 - Het gewichtsverlies / De gasbel, 1987, 132 pagina's, ISBN 90 6555 187 5
- Koning Hollewijn 18 - Het regeringsapparaat / De anarchist, 1987, 128 pagina's, ISBN 90 6555 188 3
- Koning Hollewijn 19 - De voorvader-scepter / De drummel, 1988, 144 pagina's, ISBN 90 6555 189 1
- Koning Hollewijn 20 - De marsmannetjes / De ontwoording, 1988, 152 pagina's, ISBN 90 6555 190 5
- Koning Hollewijn 21 - De wetgever / De zwaardridder, 1989, ISBN 90 6555 381 9
- Koning Hollewijn 22 - De djinn Harawar / Daalder op Korstheuvel, 1989, ISBN 90 6555 382 7
- Koning Hollewijn 23 - Het wereldeinde / De gouddorst, 1989, ISBN 90 6555 383 5
- Koning Hollewijn 24 - De strijd om Korstheuvel / De verjongingskuur, 1989, ISBN 90 6555 384 3
- Koning Hollewijn 25 - De miljoenen, 1990, ISBN 90 6555 386 X
- Koning Hollewijn 26 - De Kultuur / De hofkampioen, 1990, 176 pagina's. ISBN 90 6555 386 X
- Koning Hollewijn 27 - Het filmwezen / De verdwenen scepter, 1990, 131 pagina's, ISBN 90 6555 387 8
- Koning Hollewijn 28 - De welvaart, 1990, ISBN 90 6555 388 6, (uit handel genomen)
- Koning Hollewijn 29 - De aanslager / De ontwikkelsteun, 1991, 162 pagina's, ISBN 90 6555 389 4
- Koning Hollewijn 30 - De futuroloog / Het einde van Koudewater, 1991, 113 pagina's, ISBN 90 6555 390 8

### Uitgeverij De Vijver, Afferden
- De rechten van de mens: een fragment uit het leven van Koning Hollewijn, 1998, 96 pagina's, ISBN 90 7622 401 3
- De holle appel: een fragment uit het leven van Koning Hollewijn, 1998, 103 pagina's, ISBN 90 7622 408 0
- De Lorrocraat: een fragment uit het leven van Koning Hollewijn, 1999, 72 pagina's, ISBN 90 7622 412 9

### Uitgeverij Cliché, Maarssen
In 2012 is uitgeverij Panda gestart met deze reeks, maar na 2 delen is de serie overgenomen in 2018 door uitgeverij Cliché.
- Band 1 - De holle appel / De worteltrekker / De zoekgeraakte rechten / De holle appel (geïllustreerd) / De rechten van de mens (geïllustreerd), mei 2012
- Band 2 - De kroonjagers / De Steen der Wijzen / De flutters / De lorrocraat
- Band 3 - Het dubbele leven van koning Hollewijn / Zoekt een Iemand / De Korstheuvel
- Band 4 - De Anti-wielbeweging / Zoekt de levensvreugde / Bezoekt een bevriende mogendheid / De thesauriër
- Band 5 - Zoekt de cultuur / Als gezant / De terugkeer van de oude garde / Bezoekt Voorland
- Band 6 - De poppenmaker / Het Anders-wezen / De Vriend / De tijdreiziger
- Band 7 - De nieuwe wind / De ronde tafel / De revolutie / De mensenhater
- Band 8 - Het rondkijkertje / De stuwdam / De hoedenzaak / De Knijstijd
- Band 9 - De Groot-Salische Beweging / Het kerntal / De roof van de tanteschilderijen / De onthulling
- Band 10 - De onbomvogel / Het Warrewoud / De watertoorn / In Halloa
- Band 11 - Op glad ijs / Het S-spel / De Super Bolt / De Lorreleider
- Band 12 - De heppings / Het rakettenmysterie / De zuiveraars / De landloper
- Band 13 - De snoepers / Het gewichtsverlies / De gasbel / Het regeringsapparaat / De anarchist
- Band 14 - De voorvader-scepter / De drummel / De marsmannetjes / De ontwoording
- Band 15 - De Wetgever / De zwaardridder / De dzjin Harrawar / Daalder op Korstheuvel
- Band 16 - Het einde van de wereld / De goudmaakmethode / De Radijs-Rubarberse twisten / De verjongingskuur
- Band 17 - De miljoenen / De cultuur / De hofkampioen
- Band 18 - Het filmwezen / De verdwenen scepter / De welvaart
- Band 19 - De aanslager / De ontwikkel-steun / De futuroloog / Het einde van Koudewater

## Trivia
- In de jaren nul van de eenentwintigste eeuw werd in Almere de Stripheldenbuurt gebouwd. Daarin bevindt zich ook de Koning Hollewijnstraat.[12]
- In samenwerking met Amnesty International werden in 2003 door Uitgeverij De Vijver drie verhalen opnieuw uitgegeven ter herdenking van de strijd voor de mensenrechten.[13]